# Francisceum Zerbst
Das Francisceum ist eine unter verschiedenen Namen seit dem 16. Jahrhundert in Zerbst/Anhalt betriebene höhere Lehranstalt. Von 1582 bis 1798 war es ein Gymnasium Illustre (Anhaltische Landesuniversität mit Lateinschule). Heute ist die Schule ein staatliches Gymnasium.
Die 1526 gegründete Schule wurde nach dem Patron des sie beherbergenden ehemaligen Franziskanerklosters, dem heiligen Johannes dem Täufer, bis 1803 Johannisschule genannt. Sie gilt als die älteste weiterführende Schule Sachsen-Anhalts.

## Geschichte

### Vom Kloster zum Schulgebäude

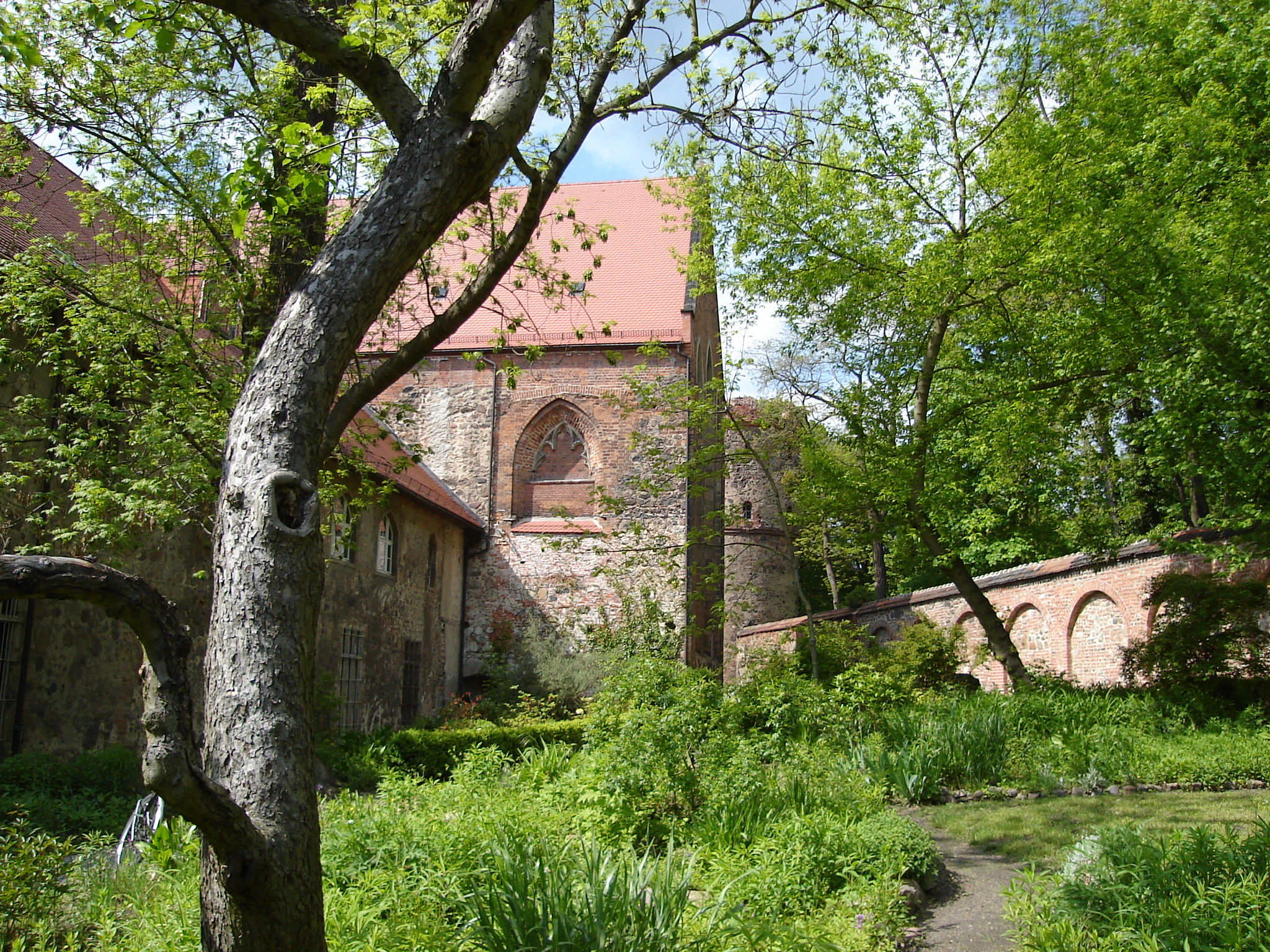
Francisceum mit Stadtmauerturm, Chor der Kirche (Aula-Fenster im Norden und Osten) und östliches Klostergebäude (Alumnenzimmer)

Die Geschichte der Schule geht zurück auf ein Kloster des 1210 gegründeten Franziskanerordens, das um 1235/45 erbaut und 1246 erstmals urkundlich erwähnt wurde. Es gehörte zur Sächsischen Franziskanerprovinz (Saxonia); 1450 tagte das Provinzkapitel der Saxonia im Zerbster Konvent, der somit eine dafür ausreichende Größe gehabt haben muss. Nach 1485 übernahm der Konvent wie zahlreiche andere Klöster der Franziskanerprovinz Saxonia die Martinianischen Konstitutionen, eine gemäßigte Form der Observanzbewegung im Orden, die auf einen Vermittlungsversuch des Papstes Martin V. 1430 zurückging.
Am 1. September 1526 wurde im Zuge der Reformation das Franziskanerkloster in Zerbst erstürmt, die Ordensmänner wurden vertrieben. 1532 war nur noch einer von ihnen im Kloster, der dieses 1534 verließ und sich nach Berlin begab. Von 1776 bis 1813 waren Franziskaner der Sächsischen Ordensprovinz noch einmal vorübergehend in Zerbst tätig, wo sie eine Missionsstation für die Seelsorge an den wenigen im Fürstentum Anhalt-Zerbst lebenden Katholiken betrieben.
Die erste Kirche des Klosters hatte kleine Fenster, wovon eins (zugemauert) an der Nordwestseite zwischen dem ersten und zweiten Fenster in halber Höhe der Kirche sichtbar ist. Darunter befindet sich ein zugemauertes frühgotisches Portal der Erbauungszeit, das 1912 freigelegt worden ist und zu dem Stufen nach unten führen. Das Gelände war zum Zeitpunkt der Anlage des Klosters nicht so hoch. Südlich der Kirche gab es zunächst nur einen großen Klosterhof, umgeben von einem Kreuzgang. Später entstand ein zweiter kleiner Klosterhof. Im 14. Jahrhundert, um 1300/10, wurde die Kirche erhöht. Zudem wurden hohe gotische Fenster eingebaut, im Langhaus fünf Fenster auf der Nordseite und im Chor noch größere Fenster. Den Giebel der alten Backsteinkirche, der sich von dem bei der Erhöhung verwendeten Gemisch aus Hausteinen und Backsteinen abhebt, kann man am westlichen Giebel der Kirche noch deutlich erkennen. Das Gebäude südlich des kleinen Hofes, in dem sich u. a. das Refektorium und darüber ein Festraum (seit 1803 Bibliothek) mit kreuzgewölbter Decke befinden, stammt aus der Zeit um 1470.

### Johannisschule 1532–1644
Die Gründung der Nikolaischule, eine Lateinschule, erfolgte im Jahre 1526 (früher ?) und befand sich zunächst bei der Nikolaikirche, der größten Kirche von Zerbst, der damals größten Stadt Anhalts. Sie zog 1532 in das Franziskanerkloster und nutzte dessen Gebäude bis auf die Klosterkirche, die in der Reformationszeit als Kornmagazin und Aufbewahrungsort von Geschützen Verwendung fand. Damit u. a. die Geschütze eingefahren werden konnten, erhielt die Westseite der Kirche eine große Rundbogentür. Da das Kloster das Patrozinium Johannes des Täufers trug, erhielt die Schule bald den Namen „Johannisschule“. Sie hatte vier Klassen.
In Zerbst bestanden zwei Trivialschulen, die Bartholomäischule und die Nikolaischule (später Johannisschule), die 1582 zur neuen Johannisschule vereinigt wurden. Sie hatte zunächst sieben Klassen. Fürst Wolfgang von Anhalt-Köthen hatte für den Fall der Zusammenfügung beider Schulen eine hohe Summe in seinem Testament vorgesehen.
Das Erlernen der lateinischen Sprache war das Ziel der Trivialschule/Lateinschule. Auch Musikunterricht spielte eine große Rolle. Man lernte nicht deutsch lesen und schreiben, ja es war sogar verboten sich in der Schule der deutschen Sprache zu bedienen. Vor 1582 standen in Zerbst auch keine Realien auf dem Stundenplan. 1600 gibt es Arithmetik im Stundenplan der Prima. 1625 hat in den untersten drei Klassen der zehnklassigen Schule neben dem Latein auch die deutsche Muttersprache Einzug gehalten um den Winkelschulen entgegenzuwirken.

### Anhaltische Landesuniversität (Gymnasium Illustre) 1582–1798 mit Auditoriengebäude von 1585
Die Gründung der Landesuniversität erfolgte unter dem damals Anhalt allein regierenden Fürsten Joachim Ernst von Anhalt, dem es ein Anliegen war, Beamte, Lehrer und Theologen im Sinne des Philippismus zu erziehen und so ein Gegengewicht zu den streng lutherisch geprägten Universitäten Wittenberg und Leipzig zu bilden. Die Hohe Schule Zerbst besaß daher in der frühen Neuzeit eine große Bedeutung für die philippistisch-calvinistisch geprägten höheren Schichten in ganz Mitteleuropa. Die Hohe Schule bildete 2701 Studenten aus. Ohne die Gelder des Fürsten Wolfgang hätte das Gymnasium Illustre nie ins Leben gerufen werden können. Auch hat es bis zum Inflationsjahr 1923 ein Wolfgangsstipendium gegeben.
1603 wurde Anhalt wieder geteilt. Von 1603 bis 1793 war Zerbst Residenz des Fürstentums Anhalt-Zerbst, zunächst unter Fürst Rudolf von Anhalt-Zerbst (1576–1621). Nach der Teilung Anhalts hatten die Senioren des Hauses Anhalt jeweils das Patronat der Hohen Schule inne gemäß Rezess vom 7. August 1606.
In der Zeit des Bestehens der Universität gab es zwei unheilvolle Ereignisse: Gleich im ersten Jahr 1582 war in Zerbst die Pest ausgebrochen, die Vorlesungen wurden erst zu Ende des Jahres 1582 fortgesetzt. Dann zog der Dreißigjährige Krieg die Universität und Zerbst ab 1626 in Mitleidenschaft. In der Nähe der Universität erstiegen Ernsts von Mansfeld Truppen am 16. März 1626 die Mauer und nahmen die Stadt ein. Eine Tafel neben dem Wehrturm erinnert daran.
Die Universität hatte wie eine damalige Volluniversität die Fakultäten Theologie, Jura, Medizin und Philosophie. In der medizinischen Fakultät wurde durch einen Prof. Limmer bereits 1690 die Anatomie des menschlichen Körpers anhand von Sezierübungen gelehrt. Zur Erlangung eines akademischen Grades wurde das Studium an einer anderen Volluniversität fortgesetzt. Die Juristen gingen zur Universität Marburg, Universität Heidelberg und Universität Genf, die Theologen zur Universität Viadrina in Frankfurt (Oder) und die Mediziner gingen zur Universität Leiden, Universität Groningen, Universität Utrecht bzw. zur Universität Wittenberg, Universität Halle, Universität Frankfurt (Oder) und Universität Jena.
1584/85 entstand westlich der Kirche ein Anbau im Renaissancestil mit achteckigem Treppenturm, einem Auditorium im Erdgeschoss und im ersten Obergeschoss die Wohnung des Rektors. 1589 wurde eine Kommunität (Mensa) eröffnet, die bis 1770 bestand.
Das Gymnasium Illustre hatte von 1582 an eine eigene Buchdruckerei, die sich von 1680 bis 1798 im Refektorium befand, die einhundert Jahre davor neben dem Kloster in einem eigenen Gebäude, das wegen Baufälligkeit nicht mehr nutzbar war.
Der Bestand der Bibliothek des Gymnasiums Illustre wuchs Dank zahlreicher Schenkungen und Nachlässe während der ersten zwei Jahrhunderte kontinuierlich an. Eine wirkliche Universalbibliothek, die ca. 2500 Bände umfasste, gab es erst ab 1714/15 durch die Raumerschen Schenkungen (Johann Georg von Raumer (1671–1747), 1000 Bände vermutl. insbesondere Bücher seines Großvaters Georg Raumer (1610–1691) und die gesamte Büchersammlung von Friedrich Amadeus Gottlieb von Raumer (1643–1728)). Die Universitätsbibliothek befand sich im Auditoriengebäude.

### Johannisschule 1644–1803
Das Fürstentum Anhalt-Zerbst kehrte 1644 zum lutherischen Bekenntnis zurück. So kam es wieder zu einer Teilung der Schule, es gab nun die evangelische St.-Bartholomai-Schule und die reformierte (calvinistisch geprägte) Johannisschule. Das änderte sich erst 1803, als wieder beide Schulen zusammengefügt wurden.
Nach 1644 sank die Schule von zehn Klassen auf acht, dann sieben und zuletzt fünf Klassen herab. 1685 waren an der Johannisschule nur 7 Primaner, dagegen waren es an der Bartholomäischule 22 (darunter allerdings 17 auswärtige Schüler).
1797 wurde Zerbst nach der Zerbster Teilung Bestandteil des Fürstentums Anhalt-Dessau unter Fürst Leopold III. Friedrich Franz, der als „Vater Franz“ segensreich in Zerbst wirkte und die Johannisschule nach dem Vorbild des von ihm 1774 gegründeten Dessauer Philanthropinums reformierte. Während die Hohe Schule Zerbst aus finanziellen Gründen 1798 schloss, wurde die Johannisschule weitergeführt.

### Ausbau des Langhauses der Kirche zum Hauptklassengebäude, Hauptschule zu Zerbst 1803–1836, Francisceum 1836–1945

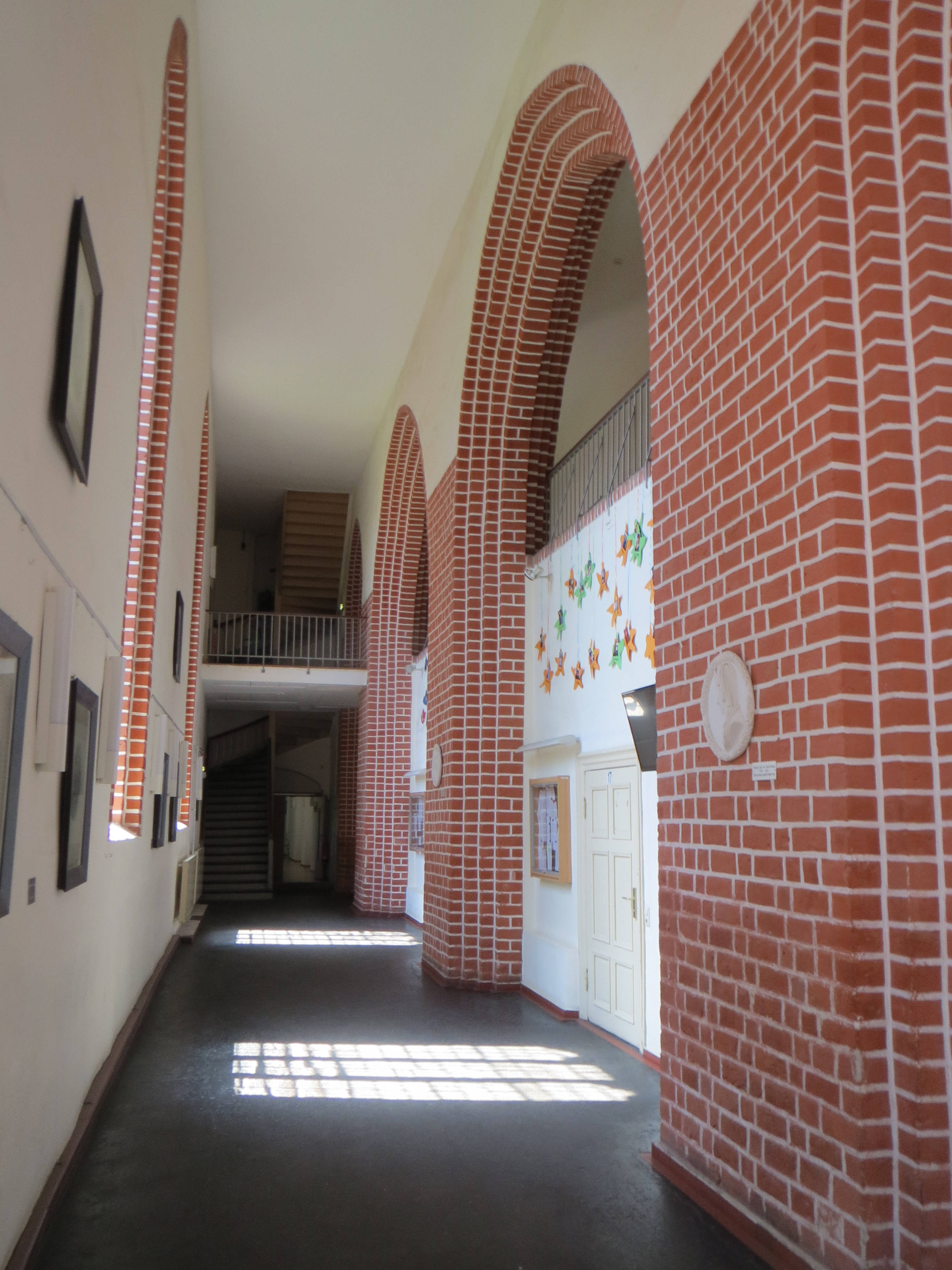
Blick in den Hauptflur (ehemalige Klosterkirche)

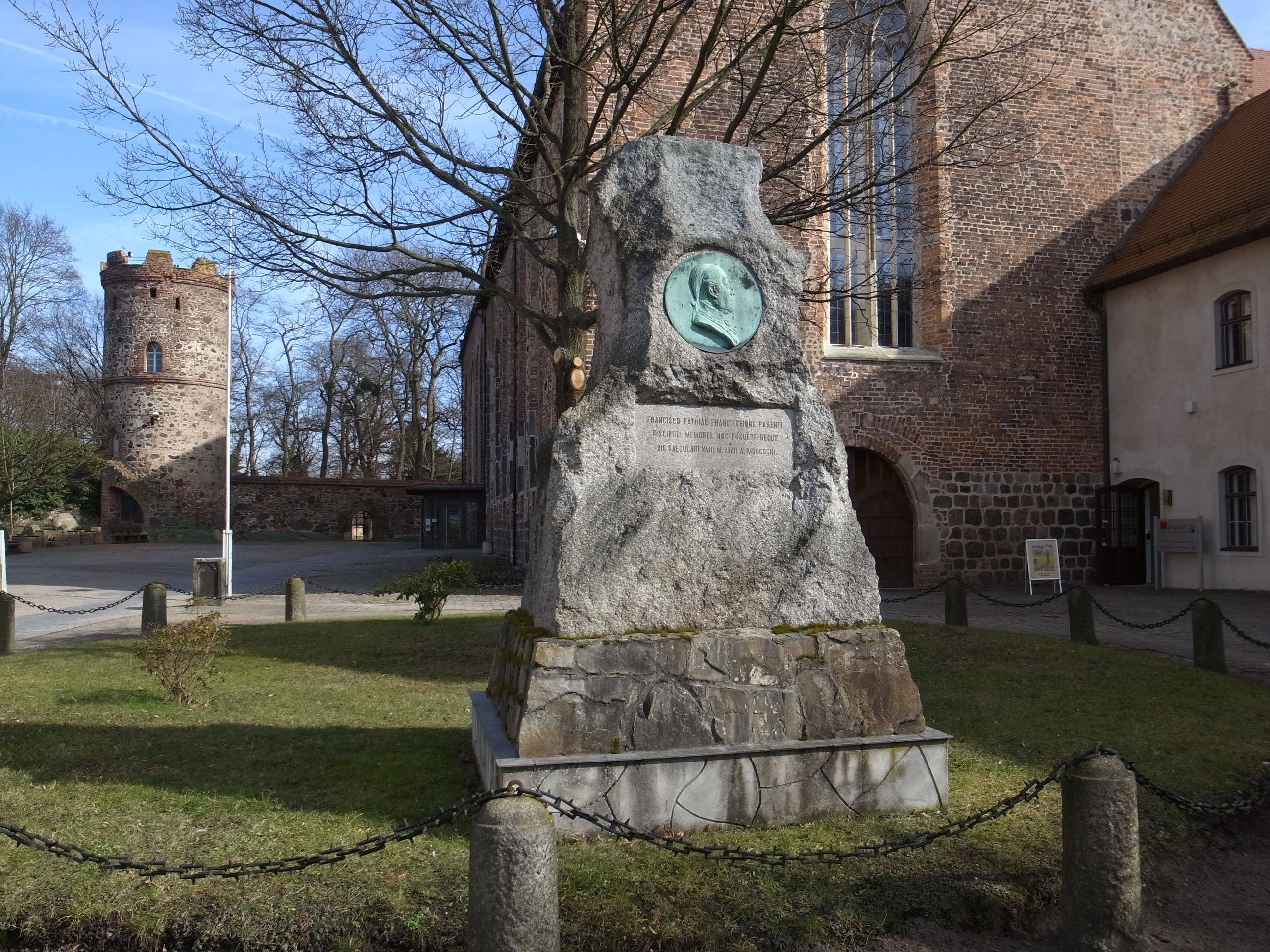
Denkmal für Leopold III.Friedrich Franz am Eingang

Die nach fünfjährigem Umbau 1803 eingeweihte Stadtschule (Hauptschule) wurde später gemäß einem Edikt vom 17. Oktober 1836 nach Fürst Leopold III. Friedrich Franz Francisceum genannt. Beim Umbau 1803 wurden in das Langhaus der Kirche (vorher Ruine) zwei Decken eingezogen und somit zwei Klassengeschosse mit je vier Räumen sowie ein Keller geschaffen. Die Räume im östlichen bzw. westlichen Gebäude sind vom Hauptklassengebäude über einen Umgang zu erreichen. Die Türen der Klassenräume des ersten Klassengeschosses befinden sich zwischen mächtigen Backsteinbögen der ehemaligen Kirche. Die Kirche wurde im Süden um den Kreuzgang verbreitert, der Westgiebel erhielt dadurch die abgestumpfte eigenartige Form. Es entstand ein hoher Hauptflur mit drei großen Spitzbogenfenstern auf der Südseite. Der Zugang zum Schulgebäude erfolgte über den Kreuzgang, eine Treppe führte zum Hauptflur. Die oberen Klassenräume sind über eine Galerie zu erreichen. Ein Epitaph, der sich in der Kirche befand, ist nach dem Umbau in den großen Kreuzgang gekommen, befindet sich an der äußeren Kirchenmauer. Die Klassenräume hatten nur ein bis zwei Fenster, davon drei Räume nur mit je einem Fenster auf der Nordseite und ein Raum mit je einem Fenster auf der Nord- und Westseite. Zur Verbesserung der Lichtverhältnisse kamen auf der Nordseite 1840 zwei Fenster dazu (3. u. 5. von Westen) und 1912 eins (7. von Westen). Alle Fenster wurden um einen Meter höher hinaufgeführt.
Im Erdgeschoss befinden sich unter anderem das ehemalige Refektorium, der Kapitelsaal, der Festsaal und der Karzer, der heute noch mit seinen Inschriften an die Universitäts- und Schulzeit erinnert. In den überbauten Kreuzgängen und den Räumen des Erdgeschosses ist heute das Museum der Stadt Zerbst untergebracht.
1813 musste die Schule vorübergehend geräumt werden, um Platz für russische Lazarette zu machen.
1814/15 wurde von Schülern der höheren Klassen zum Andenken an die Völkerschlacht bei Leipzig vor dem Breitestraßentor der sogenannte „Feuerberg“ angelegt, auf dem es am 18. Oktober 1815 ein Freudenfeuer gegeben hat. Noch heute erinnert die Straße Feuerberg (⊙) daran.
1829 gab es an der Johannisschule das erste Abiturexamen. Das Francisceum war in den ersten Jahrzehnten des Bestehens eine Schule für alle Bevölkerungsschichten.
Die lateinische Sprache dominierte den Stundenplan. Nachfolgende Stundenanzahlverhältnisse sollen dies verdeutlichen:
- Latein/Rechnen und Mathematik: 1810 und 1833 (1844, 1857): 2 zu 1; 1803 und 1880: 3 zu 1
- Naturkunde, Physik, Chemie/Mathematik: 1880: 1 zu 2
- Latein/Deutsch: 1833: 2 zu 1, 1880: 4 zu 1
- Latein/Griechisch: 1803: 4 zu 1; 1810: 3 zu 1; 1833: 1,5 zu 1;, 1880 : 2 zu 1.
- Französisch hatte 1803 einen erheblichen Stundenanteil, 1810 fast soviel Stunden wie Latein, danach stark sinkend, jedoch 1880 immerhin fast noch genauso viel Stunden wie Deutsch.

Ab 1880 wurde der Stundenplan den preußischen Lehrplänen angepasst.

#### Francisceum ohne Elementarklassen ab 1842, Aufbau als humanistisches Gymnasium

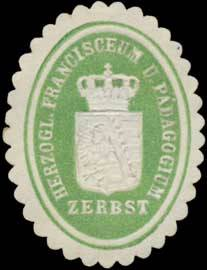
Siegelmarke H. Francisceum und Pädagogium Zerbst

1842 wurden an der Schule die Elementarklassen (1.–4. Schuljahr) abgeschafft. Auch jetzt war sie noch keine Schule, die nur auf ein akademisches Studium vorbereitete. Die letzten Schüler, die noch als Schulanfänger zum Francisceum kamen, machten 1853 ihr Abitur. Es wurde ab 1842 nur noch aufgenommen, wer sich anderswo die Elementarkenntnisse angeeignet hatte. Der Gymnasialkurs am Francisceum war 8-jährig, 7 Klassen (Septima bis Prima), Prima 2-jährig.
In Zerbst gab es ab 1818 eine Armenschule (später Volksschule) und ab 1839 eine Bürgerschule (später Mittelschule) im umgebauten „Neuen Haus“ von 1545 am Markt mit Portal von 1537.

#### Francisceum mit Vorschule 1869–1922
Ab 1869 gab es am Francisceum eine eigene Vorschule, die 1872/83 in ein eigenes Gebäude am Weinberg 3 umzog und bis 1922 existierte. Der Besuch von Vorschulen war schulgeldpflichtig. In der Zeit der Weimarer Republik wurden die Vorschulen abgeschafft und die Pflicht zum vierjährigen gemeinsamen Besuch einer Grundschule eingeführt. Die Dauer zur Erlangung des Abiturs änderte sich in Deutschland infolge der Schulreform von 12 auf 13 Jahre. Die Jahrgangsstufen änderten sich: Sexta bis Quarta einjährig, Tertia bis Prima zweijährig.

#### Francisceum mit Realklassen neben Gymnasialklassen 1872–1930
Infolge der Nachfrage nach stärkerer Berücksichtigung nützlicher, praktischer Fächer (Realien) wurden ab 1872 am Francisceum Realklassen (Realquarta, Realtertia, Realsekunda) geschaffen. 1883 fiel die Realquarta weg infolge Einführung neuer Lehrpläne. 1873 wurde der Chor der Kirche (vorher Ruine) ausgebaut. Es entstanden im zweiten Obergeschoss die Aula und im ersten Obergeschoss für die Realklassen zwei Klassenräume. Zwischen Chor und Langhaus entstand ein Treppenhaus das zur Beleuchtung ein schmales Fenster erhielt. Noch bis 1875 stand die Schule unter Leitung des Konsistoriums, dann Abteilung für das Schulwesen der Regierung Anhalts.
Im Schulgebäude wurden in dieser Phase neue Räume für die naturwissenschaftlichen Fächer geschaffen. 1888 wurde das westliche Klostergebäude aufgestockt, es entstanden zwei Räume für den Physikunterricht. 1891 entstanden weitere neue Klassenräume (Biologie und Chemie) in den Räumen des 1891 aufgelösten Internats (62 Zöglinge im Jahre 1855), das seit 1803 bestand und sich südöstlich der Kirche befand. 64 Zöglinge wohnten 1854 in 13 Stuben, in kleineren 3 bis 4 Zöglinge und in größeren 7 bis 8 Zöglinge. In dem Gebäude befanden sich früher die Zellen der Mönche, später die Zimmer der Studenten und dann der Alumnen des Francisceums. Der Alumnatskorridor ist 50 m lang und hat am südlichen Ende ein großes gotisches Fenster.
1903 beging das Francisceum das 100-jährige Jubiläum. Die Schule erhielt anlässlich dessen durch ein Vermächtnis der Frau des Kommerzienrats Kölling ein Bildnis von Fürst Wolfgang von Anhalt-Köthen des Zerbster Malers Carl Vaditz. Das in der Schule befindliche Bild von Herzog Friedrich von Anhalt (1831–1904) ist ebenfalls von Carl Vaditz gemalt.
1926 wurde die Gasbeleuchtung durch die elektrische Beleuchtung, 1928 das hölzerne Treppenhaus durch das heutige steinerne ersetzt.

#### Francisceum im Ersten Weltkrieg
Zum Einsatz im Ersten Weltkrieg meldeten sich 1914–1918: 42 Primaner, davon 17 im Jahre 1914. Die am Weltkrieg teilnehmenden Schüler machten das Notabitur. Zehn Primaner kehrten aus dem Kriege nicht zurück, darunter ein Jude, zwei galten als vermisst. In den Kriegsjahren beendeten 1915 keiner, 1916–1917: drei und 1918 vier Primaner die Schule regulär. Von 112 Schülern die von Ostern 1904 bis Ostern 1914 die Schule als Primaner beendet hatten, fielen 25 im Krieg. Von den 112 Schülern absolvierten 79 die Prima in zwei Jahren, 14 in zweieinhalb Jahren, 4 in drei Jahren, die übrigen 15 haben vermutlich überwiegend die Schule abgebrochen. Es sind auch Sekundaner in den Krieg gezogen, bekannt sind fünf Realsekundaner, davon ist einer gefallen. Von den 126 Realsekundanern, welche die Schule 1904–1917 regulär beendeten, sind 23 gefallen.

#### Primaner 1904–1930
Nur wenige Schüler schlossen im Zeitraum 1904–1928 die Oberprima der Gymnasialklassen ab. Es waren kaum mehr als zehn Schüler im jeweiligen Jahr. Am Ende der Sekunda erhielten die Realklassenschüler das Zeugnis der Reife für Obersekunda, was letztmals 1920 der Fall gewesen ist. Nachfolgende Jahrgänge wurden bis zum Abitur geführt. Ab 1924 belegten auch Schüler der Realklassen die Prima, in eigener 1. Klasse. Die Prima beendeten 1926–1928 insgesamt ca. 20 Schüler pro Jahr, wobei etliche die Prima nach weniger als zwei Jahren beendeten, d. h. vermutlich ohne Abitur abbrachen. Bei den Realschülern war das ca. die Hälfte und bei den Gymnasiasten etwa ein Drittel. 1928 befanden sich 16 Schüler in der Gymnasialoberprima und 11 Schüler in der Realoberprima sowie 17 Schüler in der Realunterprima und 8 Schüler in der Gymnasialunterprima.

#### Reformrealgymnasium ab 1922
1922 wurde bestimmt, dass das Francisceum Reformrealgymnasium sein soll. 1928 befanden sich 24 Schülerinnen am Francisceum, seit einigen Jahren wurden auch Mädchen aufgenommen, das erste davon war Ida Möhring im Jahr 1923. Ostern 1930 wurden die letzten Abiturienten des ehemaligen humanistischen Gymnasiums entlassen sowie die Abiturienten der Realklassen vom Stil eines alten Realgymnasiums. 1931 werden die ersten Primaner des Realreformgymnasiums entlassen, deren Klassenstärke ca. 20 beträgt, darunter drei Frauen. Bis in die 1930er Jahre trugen die Schüler am Francisceum folgende Schülermützen:
- Sexta: dunkelblaue Mütze mit rotem Streifen
- Quinta: rote Mütze mit orangem Streifen
- Quarta: hellblaue Mütze mit gelbem Streifen und Silberbiese
- Untertertia: karminrote Mütze mit blauem Streifen und Silberbiese
- Obertertia: karminrote Mütze mit grünem Streifen und Silberbiese
- Untersekunda: Gelbe Mütze mit schwarzem Streifen und Silberbiese
- Obersekunda: gelbe Mütze mit schwarzem und goldenem Streifen
- Unterprima: weiße Mütze mit schwarzem Streifen und Silberbiese
- Oberprima: weiße Mütze mit schwarzem und breitem goldenen Streifen

1937 wurde das Abitur nach 12 Jahren erlangt wie es früher im Kaiserreich der Fall gewesen ist. Dies blieb so in der DDR-Zeit und bis 2000 und ist seit 2007 wieder so.
1939 wurde die Höhere Töchterschule auf der Schlossfreiheit in Zerbst (seit 1893 an diesem Standort in einem umgebauten Kavaliershaus von 1707 ; Töchterschule in Zerbst seit 1806, die sich ab 1873 Höhere Töchterschule nannte) mit dem Francisceum vereinigt. Bis 1941 war Schuljahresbeginn zu Ostern, erst danach wie heute üblich im September.
Vor 1933 begann jeder Tag mit einer Andacht in der Aula, jeder Schüler hatte seinen Stammplatz. Danach und auch nach 1945 in der DDR gab es öfters im Jahr einen Fahnenappell auf dem Schulhof, bei schlechtem Wetter auch in der Aula. 1853 war zum 50-jährigen Jubiläum eine neue Fahne gestiftet worden.

### Francisceum nach 1945
Nach 1945 wurde das Francisceum Oberschule (bis 1959 in der DDR die zum Abitur führende höhere Lehranstalt), seit 1959 Erweiterte Oberschule, seit 1969 Erweiterte Oberschule „Albert Kuntz“ und wird seit 1. April 1991 wieder Francisceum genannt. Das Bildnis von „Vater Franz“, ein Gemälde von Johann Heinrich Beck verblieb auch nach 1945 in der Schule. Dieses Bildnis von Herzog Leopold Friedrich Franz und ein Bildnis von Herzog Leopold IV Friedrich, Maler ebenfalls Johann Heinrich Beck, wurde 1853 zum 50-jährigen Jubiläum des Francisceums von Herzog Leopold IV. Friedrich gestiftet, der auch die Namensgebung Francisceum im Jahre 1836 bestimmte.

### Schulgelände
Das Schulgelände wird im Osten auf einer Länge von etwa 180 m von der Stadtmauer begrenzt. Der 17 m hohe Rundturm von 1482 an der Stadtmauer bekam 1873 eine Treppe, ein Dach, Glasfenster und Fußboden. 1928 ist der Turm so ausgebaut worden, dass er bis oben bestiegen werden kann und wird seit 1953 als Sternwarte genutzt. In der Nähe des Rundturms befindet sich eine Pforte in der Stadtmauer die zu Grünanlagen führt mit in unmittelbarer Nähe befindlichem 1904 aufgestellten Gedenkstein für Turnvater Friedrich Ludwig Jahn.
An der westlichen Mauer des Schulgeländes ist der Haupteingang. Dahinter ist seit 1903 auf dem Schulhof ein Gedenkstein für „Vater Franz“ mit Bronzebild und darunter eine Inschrift in Lateinisch. An diesem Gedenkstein sind seitdem Generationen vorbeigegangen, um zu dem zwischen dem Chor und dem Langhaus gelegenen Eingang ins Schulgebäude zu gelangen. Das letzte Portal war aus dem Jahr 1928 und ein würfelförmiger Bau mit zweiflügeliger Tür an der Westseite. Das Portal, das es davor gab, hatte eine kleine Tür an der Nordseite, über welcher sich eine Tafel zur 300-Jahr-Feier der Eröffnung des Gymnasiums Illustre im Jahre 1882 befand. Sie wurde rechts vom neuen Portal oberhalb der Kellertür der Kirche angebracht. Bei den letzten Renovierungsarbeiten ist sie verloren gegangen. Das backsteinerne Portal von 1928 ist verschwunden und wurde durch einen modernen Eingangsbereich, eine Glas-/Metallkonstruktion, ersetzt.
Bis zur Schließung des Gymnasiums Illustre befand sich eine Tafel zur Erinnerung an die Eröffnung des Gymnasiums Illustre am Turm des Auditoriengebäudes. Diese Tafel soll damals wegen Unleserlichkeit entfernt worden sein.
Seit 2012 befindet sich auf der Südseite des Klosters eine neue Cafeteria, wo die Schüler sich erholen und verschiedene Speisen und Getränke erwerben können.

## Gegenwart
Bis heute existiert in Zerbst ein öffentliches Gymnasium gleichen Namens. In dem Kloster, Weinberg 1, befinden sich die Klassen 8–12. Das Schulgebäude Weinberg 3 wird für den naturwissenschaftlichen Unterricht der Klassen 8–12 genutzt. Die Klassen 5–7 sind in der 1889 erbauten ehemaligen Volksschule 1 am Rephuns Garten untergebracht und werden in Form einer Ganztagsschule unterrichtet.
Seit 2009 ist das Gymnasium eine Schule ohne Rassismus – Schule mit Courage.
Im Monat April, dem Gründungsmonat des Francisceums, finden alljährlich Schulfesttage statt.
In der Aula befinden sich die erhaltenen Bildnisse (Gemälde) von Rektoren der Schule. Sechs aus der Zeit des Gymnasiums Illustre und fünf aus der Zeit des Francisceums bis 1945. Das Bildnis von Rektor Stier wurde 1893 von ehemaligen Schülern gestiftet und ist vom Maler Richard Schubring aus Dessau, es hat eine Kupferplatte mit Widmung. Ebenso sind in der Aula gegenwärtig zwölf Bildnisse von Fürsten und Herzögen Anhalts, darunter Fürst Joachim Ernst von Anhalt und sieben Seniorfürsten (also acht Direktoren des Gymnasiums Illustre), zwei Herzöge Anhalts, Fürst Wolfgang (Anhalt-Köthen) (1492–1566) und Fürst Wilhelm von Harzgerode (reg. 1670–1709).

## Lehrer, Rektoren, Direktoren, Absolventen

### Johannisschule

#### Rektoren 1525–1803
Die Johannisschule hatte vor 1582 mindestens elf Rektoren, 1582–1803 zwölf Rektoren, davon 1582–1653 sieben Rektoren und 1654–1803 fünf Rektoren :
- 1525–1527 Stephan Roth
- 1527   Sebastian Albinus
- 1528   Franziskus Lusso

- 1557–1558 Friedrich Widebrand
- 1558–1567 Georg Roth (Erythraeus)
- 1567–1570 Johann Roth
- 1571–1578 Nikolaus Kind
- 1579–1582 Albinus Lucius

- 1582–1586 Georg Aeplinius
- 1586 Caspar Ullrich
- 1586–1596 Johann Theopold, 1608 Prof. am Gymn. Illustre
- 1597–1606 Albert Voit, 1600 Prof. am Gymn. Illustre
- 1606–1613 Johann Ursinus, 1613 Prof. für Geschichte am Gymn. Illustre
- 1613–1629 Petrus von Jena, 1617 Prof. der Philosophie am Gymn. Illustre, 1629 Oberbürgermeister in Zerbst
- 1629–1653 Ernst Wulstorp, danach 1653–1658 Rektor am Joachimsthalschen Gymnasium in Berlin[44]
- 1654–1680 Andreas Markmann
- 1680–1732 Balthasar Stange
- 1732–1744 Elias Hosemann
- 1745–1790 Georg Gottfried Püschel
- 1791–1803 Daniel August Richter

Die Johannisschule stand in der Zeit des Bestehens der Anhaltischen Landesuniversität unter Aufsicht des Rektors des Gymnasiums Illustre.

#### Absolventen
Die Matrikel der Johannisschule 1532–1803 sind nicht erhalten. Personen, bei denen in historischer Literatur ein Besuch des Gymnasiums zu Zerbst angegeben wird und die nicht im Matrikelverzeichnis des Gymn. Illustre stehen, haben vermutlich die Johannisschule in Zerbst besucht.
Vollendete Schulbildung auf dem Gymnasium Illustre zu Zerbst, d. h. auf der Johannisschule:
- Barockdichter Tobias Hübner (1578–1636)[45]
- Philologe und Pädagoge Johann Zechendorf (1580–1662)

### Anhaltische Landesuniversität (Gymnasium Illustre) 1582–1798
Zeit ihres Bestehens hatte die Anhaltische Landesuniversität 9 Rektoren. Die Bildnisse vom 1.,2.,4., 5., 6. und 7. Rektor sind erhalten. Der 1. Direktor war Fürst Joachim Ernst von Anhalt, dann war es der jeweilige Senior (nach Lebensjahren älteste regierende Fürst) der Fürstentumer Anhalts. Der Direktor war unmittelbarer Vorgesetzter des Rektors. In der Zeit des Bestehens der. Anh. Landesuni gab es 16 Direktoren. Es sind Bildnisse des 1.,2.,5., 9., 11.–14. und 16. Direktors erhalten.

#### Direktoren
- 1. Fürst Joachim Ernst von Anhalt, 1582–1586
- 2. Fürst Johann Georg I. von Anhalt-Dessau 1586–1618
- 3. Fürst Christian I. von Anhalt-Bernburg 1618–1630[49]
- 4. Fürst August von Anhalt-Plötzkau 1630–1653
- 5. Fürst Johann Kasimir von Anhalt-Dessau 1653–1660
- 6. Fürst Friedrich von Harzgerode 1660–1670
- 7. Fürst Johann Georg II. von Anhalt-Dessau 1670–1693
- 8. Fürst Viktor I. Amadeus von Bernburg 1693–1718
- 9. Fürst Karl Wilhelm von Anhalt-Zerbst 1718 (9 Monate)
- 10. Fürst Karl Friedrich von Anhalt-Bernburg 1718–1721
- 11. Fürst Leopold I. von Anhalt-Dessau 1721–1747
- 12. Fürst August Ludwig von Anhalt-Köthen 1747–1755,[50]
- 13. Fürst Viktor II. Friedrich von Anhalt-Bernburg 1755–1765
- 14. Fürst Karl Georg Lebrecht von Anhalt-Köthen 1765–1789
- 15. Fürst Friedrich Albrecht von Anhalt-Bernburg 1789–1796
- 16. Fürst Leopold III. Friedrich Franz von Dessau (obere Bildnis befindet sich in der Schule[51])1796–1798

#### Rektoren
- 1. Gregor Bersmann (1538–1611), Rektor bis 1611
- 2. Markus Friedrich Wendelin (1584–1652), Rektor 1612–1652
- 3. Simon Heinze (Heinsius), Rektor 1652–1660, imm. am Gymn. Illustre 1628, Prof. am Gymn. Illustre seit 1640
- 4. Lüder Kannengießer (1631–1680), Rektor 1662–1680, auf dem Bildnis von ihm in der Aula stehen seine Lebensdaten (Epitaph in der Nikolaikirche)
- 5. Theodor Christian Raumer (1644–1707), Rektor 1682–1707, Prof. am Gymn. illustre seit 1670, imm. in Zerbst 1660
- 6. Johann Daniel Cramer (1672–1715), Rektor 1707–1715
- 7. Heinrich Jacob van Bashuysen (1679–1758), Rektor 1716–1758
- 8. Johann Simeon Lindinger (1723–1783), Rektor 1760–1783
- 9. Gottfried Schickedanz (1747–1808), Rektor 1784–1798[52]

Anm: In den fehlenden Jahren war die Stelle des Rektors vakant und wurde vom Prorektor wahrgenommen.

#### Professoren
- Wolfgang Amling (1542–1606), Theologe
- Bartholomäus Schönborn[53] 1530–1586, Mediziner, ab 1582 Prof. d. Medizin, Physik u. Mathematik sowie Stadtphysikus; las in Zerbst nicht über Medizin
- Georg Salmuth (1550–1604), Prof. für Medizin ab 1591,[54] mit ihm begann die medizinische Lehre in Zerbst
- Albert Voit (1552–1606), Rektor an Johannisschule 1597 und Prof. an Landesuniversität 1600
- Christian Beckmann (1580–1648), 1627 wurde er Prof. für Theologie am Gymn. Illustre, er ist der Vater von Friedrich Beckmann (1624–1667), und Johann Christoph Beckmann.
- Peter (Petrus) von Jena (1584–1639), imm. in Zerbst 1601, 1617–1639 Prof. für Philosophie. Vater von Friedrich von Jena und Gottfried von Jena
- Johannes Magirus (1615–1697), Mediziner, Mathematiker und Hochschullehrer, Professor für Mathematik
- Conrad Philipp Limmer (1658–1730), imm. in Zerbst 1676, 1685–1730 Prof. für Medizin, Physik, Mathematik, der fleißigste und fortschrittlichste Prof.,1715–1730 Oberbürgermeister,
- Samuel Lenz (1686–1776), Historiker und Jurist, Rat der Fürstin von Anhalt-Köthen, lehrte ab 1722 Geographie in Zerbst
- Johann Augustin Köselitz (1721–1790), Wittenberg, Theologe, imm. in Zerbst 1738
- Christian Friedrich Sintenis (1750–1820), Theologe
- Friedrich Georg August Lobethan (1753–1832), Köthen, Jurist und Historiker, Verfasser div. Schriften,[55] imm. in Zerbst 1768, Prof. am Gymn. Illustre zu Zerbst 1776–1798

#### Absolventen
Folgende neun Rektoren der Universität in Frankfurt Oder waren nachweislich Studenten des Gymnasiums Illustre zu Zerbst:
- Cyriacus Herdesianus, Bernburg (1580–1631) Jurist, imm. in Zerbst 1602, 2 × Rektor SS 1622, SS 1630
- Friedrich von Jena (1620–1682), Zerbst, Jurist und Staatsmann, imm. in Zerbst 1637, 1 × Rektor 1637
- Gottfried von Jena (1624–1703), Zerbst, Jurist, imm. in Zerbst 1641, 1 × Rektor SS 1657
- Friedrich Beckmann (1624–1667), geboren in Amberg,[59] Theologe, imm. in Zerbst 1641, 3 × Rektor, WS 1650, WS 1654, WS 1662
- Johann Simon, Zerbst, Theologe, (1635–1698) imm. in Zerbst 1653, 5 × Rektor WS 1668, WS 1674, WS 1680, WS 1686, WS 1692
- Johann Christoph Beckmann (1641–1717),[60] Zerbst, Theologe, imm. in Zerbst 1657, 7 × Rektor WS 1672, WS 1678, WS 1684, WS 1691, WS 1697, SS 1702, WS 1713; WS 1709 Prorektor, Friedrich Wilhelm Kronprinz v. Preußen war Rektor SS 1706–1712
- Gottfried Valand (1640–1691) Zerbst, Ethiker, imm. in Zerbst 1657, 2 × Rektor SS 1678, SS 1684
- Philipp Buch (1639–1696), Zerbst, Theologe, imm. in Zerbst 1658, 5 × Rektor, SS 1666, SS 1672, WS 1677, WS 1683, SS 1691
- Andreas Ottomar Gölicke (1671–1744),[61] Nienburg, Mediziner, imm. in Zerbst 1688, 5 × Rektor SS 1721, SS 1725, SS 1729, WS 1733, WS 1737

Weitere Studenten an der Anhaltischen Landesuniversität zu Zerbst:
- Christoph Rothmann (etwa 1560–1600), Stipendiat der Mathematik, einer der wenigen bekannten Astronomen des 16. Jahrhunderts, imm. in Zerbst 1582
- August Friedrich Sack (1703–1786), Theologe, Harzgerode, imm. in Zerbst 1719
- Lebrecht Bachenschwanz (1729–1802), Schriftsteller und klassischer Übersetzer, imm. in Zerbst 1747
- Theodor Friedrich Stange (1741–1831), Theologe, 1760 bis 1763 in Zerbst
- Bartholomäus Pitiscus (1561–1613), Theologe, Mathematiker, imm. in Zerbst 1583
- Wilhelm Romanus (Römer) († 1639),[62] Mediziner, imm. in Zerbst 1582
- Jakob Röseler (1628–1685), Mediziner, imm. in Zerbst 1646, Prof. für Medizin am Gymn. Illustre zu Zerbst
- Philipp Beckmann, Mühlhausen i. Th., imm. in Zerbst 1632, Prof. der Physik an der Univ. in Frankfurt a.d. Oder

### Francisceum

#### Direktoren
Das Francisceum hatte im Zeitraum von 1803 bis 1945 acht Direktoren.
Die Bildnisse des 4. bis 8. Rektors sind erhalten und befinden sich an der Bühnenwand der Aula.
1. Gottfried Schickedanz, Direktor 1803–1808
2. Gottfried Fähse (1764–1831), Direktor 1809–1830
3. Christian Heinrich Karl Ritter, Direktor 1830–1850[63]
4. Karl Sintenis (1806–1867), 1820–1824 Schüler am Francisceum, Oberlehrer 1829–1837, Professor 1837–1867, Direktor 1850–1867
5. Heinrich Christoph Gottlieb Stier (1825–1896), Direktor 1868–1893[64]
6. Ferdinand Seelmann, Direktor 1894–1908[65]
7. Gustav Reinhardt, Direktor 1908–1927[66]
8. Franz Münnich, Direktor 1927–1945[67]

Seit 1945 erlebte die Schule in ihren unterschiedlichen Formen insgesamt zehn Direktorinnen und Direktoren:
1. Martin Otto, Direktor 1945–1950[68]
2. Wolfgang Gröseling, Direktor 1950–1954[69]
3. Hanns-Wolfgang Brosig, Direktor 1954–1959[70]
4. Helmut Topf, Direktor 1959–1974[71]
5. Alfred Mertinat, Direktor 1974–1984[72]
6. Inge Werner, Direktorin 1984–1991[73]
7. Eberhard Schmaling, Direktor 1991–2007[74]
8. Hans-Henning Messer, Direktor 2007–2017[75]
9. Veronika Schimmel, Direktorin 2017–2021[76]
10. Kerstin Görner, Direktorin seit 2021[77]

#### Lehrer
- Johann Christoph Schmager (1777–1828), Gymnasialprofessor, seit 1802 an der Schule, Lehrer der Mathematik und Physik
- Balthasar Stenzel (1751–1838), Konrektor (1803–1816 ?),[78] Vater von Gustav Adolf Harald Stenzel
- Ernst Wilhelm Gottlieb Wachsmuth (1784–1866), Subrektor Oberlehrer (1811–1815)[79]
- Ludwig Heinze (1792–1871),[80] Lehrer am Francisceum 1812–1866 u. a. für Singen u. Rechnen, 1862 goldene Medaille Albrecht des Bären für 50 Jahre Lehrertätigkeit am Francisceum, Freimaurer der hiesigen Loge
- Gregor Wilhelm Nitzsch (1790–1861), Konrektor 1817–1820
- Wilhelm Adolf Becker (1796–1846), Konrektor 1822–1828, später Professor der Universität Leipzig (1836 Archäologie, außerordentliche Professur/1842 Lehrstuhl Altertumskunde)
- Franz Kindscher (1824–1905), seit 1849 am Francisceum, 1856 Oberlehrer, 1866 Gymnasialprofessor,[81] wechselte 1876 in den Archivdienst
- Paul Höfer (1845–1914) Oberlehrer 1877–1880
- Hermann Wäschke (1850–1926), Gymnasialprofessor, Oberlehrer 1882–1889,[82] dann Lehrer in Dessau, 1901–1926 Leiter des Anhaltischen Staatsarchivs in Zerbst, Lehrer am Francisceum im Nebenamt 1915–1920.
- Wilhelm Sickel (1851–1920), Gymnasialprofessor, 1882–1919 am Francisceum
- Georg Glöckner (1844–1924), Gymnasialprofessor, 1875–1908 am Francisceum
- Karl Feyerabend (1847–1916), Philologe, Verfasser von Griechisch- und Hebräischwörterbüchern (an der Schule zwischen 1884 und 1903)
- Gustav Viktor Hermann Hinze (1879–1973),[83] 1904–1939 Lehrer für Biologie und Chemie, 1935 Gymnasialprofessor, berühmter Biberforscher und Autor von Biberbüchern, 1921–1945 Direktor des Schlossmuseums (Landesmuseum) in Zerbst
- Reinhold Specht (1893–1960), 1924 Lehrer für Latein, Religion, Deutsch, später (1926) Leiter des Anhaltischen Staatsarchivs in Zerbst.

#### Absolventen
- Gustav Adolf Harald Stenzel (1792–1854), Reifezeugnis 1810,[84] seit 1820 Prof. der Geschichte an der Universität Breslau
- Carl Christian Philipp Tauchnitz (1798–1884), Verleger
- Alfred Joachimi (1823–1895), Oberbürgermeister der Stadt Köthen von 1852 bis 1893, er besuchte das Gymnasium in Köthen und Zerbst und studierte danach Rechtswissenschaften
- Alexander Mette (1837–1896), Abitur 1856, Studium der Philologie und Mathematik in Berlin, Lehrer am Gymnasium in Dortmund seit 1862, 1887 Gymnasialprofessor, Verfasser der „Geschichte des Gymnasiums“ zur 350 jährigen Feier seiner Stiftung im Jahre 1893
- Hermann Veltmann (1837–1924), Historiker und Archivdirektor
- Franz Karl Münnich (1841–1910), geb. in Dessau, Gymnasiast in Zerbst 1850–1861. Oberlehrer am Francisceum Zerbst 1872–1873, 1881–1887 Direktor des Ulrichsgymnasium in Norden und später Direktor des Gymnasiums in Schwerin[85]
- Otto Matthiae (* 1842) Gymnasiast in Zerbst 1855–1861, 1875 Oberlehrer, 1887 Professor am Kgl. Wilhelms-Gymnasium zu Berlin[86]
- Eduard Külz (1845–1895), geb. in Deetz, Physiologe
- Karl Schulze (* 1848 in Jessnitz), Abitur 1866, Professor am Friedrichs Werderschen Gymnasium zu Berlin[87]
- Ernst Schwerdtfeger (* 1880 in Dessau), Abitur 1899, Oberlehrer am Pädagogium Putbus[88]
- Reinhold Wulle (1882–1950), Abitur 1902, Publizist und Politiker in der Weimarer Republik
- Max Preitz (1885–1971),[89] Abitur 1904, 1927–1945 Oberstudienrat an der Wöhlerschule in Frankfurt am Main
- Erich Zenner (* 1888),[90] Abitur 1907, Professor für Maschinenbau in Berlin
- Adalbert Pfeil (* 1886), Abitur 1908, Regierungsbaumeister in Charlottenburg, später Baustadtrat in Berlin
- Otto Böhme (* 18. Oktober 1891 in Kuhberge bei Lindau im Kreis Zerbst, Abitur 1911, 80. Geburtstag 1971[91]), Direktor der Farbenwerke Bayer Leverkusen, Erfinder, Ehrenbürger der Universität München
- Friedrich Türcke (1915–1998), Forstmann und Jagdwissenschaftler, von 1957 bis 1978 Leiter des niedersächsischen Forstamtes Saupark
- Elrid Pasbrig (* 1974), Politikerin (SPD)